# Rudolf Zarboch
Rudolf Zarboch (* 11. April 1878 in Seebenstein, Niederösterreich; † 23. Februar 1960 in Spitz an der Donau, Niederösterreich) war ein österreichischer Politiker der Großdeutschen Volkspartei (GdP) und später des Nationalen Wirtschaftsblocks (NWB).

## Ausbildung und Beruf
Nach dem Besuch der Volks- und der Untermittelschule ging er an die Lehrerbildungsanstalt in Budweis und machte die Fachlehrerprüfung. Danach wurde er Volksschullehrer in St. Aegyd am Neuwalde, später Lehrer an den Bürgerschulen in Bautsch in Nordmähren und in Spitz an der Donau. Ab 1927 war er Hauptschuldirektor in Spitz.

## Politische Funktionen
- 1919: Vizebürgermeister von Spitz

## Politische Mandate
- 20. November 1923 bis 1. Oktober 1930: Mitglied des Nationalrates (II. und III. Gesetzgebungsperiode), GdP
- 2. Dezember 1930 bis 2. Mai 1934: Mitglied des Nationalrates (IV. Gesetzgebungsperiode), NWB